# Czarny Krucyfiks królowej Jadwigi
Czarny Krucyfiks królowej Jadwigi – drewniana figura Chrystusa, rozpostartego na krzyżu, pochodząca z XIV wieku, własność świętej Jadwigi Andegaweńskiej, króla Polski. Do dziś eksponowany jest w katedrze wawelskiej. Czarny Krucyfiks umieszczony jest w barokowym Ołtarzu Pana Jezusa Ukrzyżowanego (św. Jadwigi Królowej) na tle srebrnej, zdobionej blachy, we wschodnim ramieniu ambitu świątyni.
Krucyfiks Jadwigi reprezentuje tzw. typ „mistyczny” z wyeksponowanymi, a nawet przerysowanymi śladami cierpienia. Pierwotnie był on z całą pewnością realistycznie polichromowany; ciało było pomalowane na różowy kolor a ciemną czerwienią wyeksponowano rany, pokrywające całe ciało w formie wyrzeźbionych w drewnie plastycznych skrzepów i strupów. Taki sposób werystycznego odwzorowywania męki i cierpień Zbawiciela rozpowszechnił się ok. r. 1300 w Dolnej Nadrenii, a potem zyskał popularność w innych częściach Europy.

## Historia
Krucyfiks znalazł się w Polsce wraz z pojawieniem się Jadwigi Andegaweńskiej. Nie wiadomo, w jaki sposób krucyfiks był eksponowany pierwotnie, za życia królowej Jadwigi. Zgodnie z przekazami historycznymi, Andegawenka często modliła się pod nim. Wyrazem tego jest tradycja, głosząca iż usłyszała z krzyża słowa: "Czyń, co widzisz". W r. 1403, kiedy kanonik krakowskiej kapituły katedralnej Niemierza z Krzelowa ufundował przy nim ołtarz Wszystkich Świętych, znajdował się już na obecnym miejscu. W r. 1415 fundator przekazał prawo patronatu nad tym ołtarzem Akademii Krakowskiej, zastrzegając, że altystami mogą być tylko profesorowie tej uczelni, a do ich najważniejszych obowiązków należało wygłaszanie kazań w języku polskim.